# Nangus
Nangus är en ort i Australien. Den ligger i kommunen Gundagai och delstaten New South Wales, i den sydöstra delen av landet, omkring 330 kilometer sydväst om delstatshuvudstaden Sydney. Antalet invånare är 179.
Trakten runt Nangus är nära nog obefolkad, med mindre än två invånare per kvadratkilometer.. Närmaste större samhälle är Gundagai, omkring 19 kilometer öster om Nangus.
Trakten runt Nangus består till största delen av jordbruksmark. Genomsnittlig årsnederbörd är 867 millimeter. Den regnigaste månaden är mars, med i genomsnitt 113 mm nederbörd, och den torraste är oktober, med 42 mm nederbörd.